# The Sun and the Moon Complete
The Sun and The Moon Complete es un álbum de remezclas de la banda estadounidense de rock The Bravery, el cual consiste en dos discos: el primero (denominado The Sun) con la versión original de The Sun and the Moon (2007) y el segundo (The Moon) con las mismas canciones de dicho álbum, pero remezcladas. Se lanzó el 18 de marzo de 2008. 

## Lista de canciones
| CD 1 – The Sun |                                   |          |  |
| N.º            | Título                            | Duración |  |
| 1.             | «Intro»                           | 0:28     |  |
| 2.             | «Believe»                         | 3:46     |  |
| 3.             | «This Is Not the End»             | 3:59     |  |
| 4.             | «Every Word Is a Knife in My Ear» | 3:35     |  |
| 5.             | «Bad Sun»                         | 4:02     |  |
| 6.             | «Time Won't Let Me Go»            | 4:11     |  |
| 7.             | «Tragedy Bound»                   | 2:22     |  |
| 8.             | «Fistful of Sand»                 | 3:10     |  |
| 9.             | «Angelina»                        | 3:11     |  |
| 10.            | «Split Me Wide Open»              | 3:38     |  |
| 11.            | «Above and Below»                 | 3:30     |  |
| 12.            | «The Ocean»                       | 3:40     |  |

| CD 2 – The Moon |                                   |          |  |
| N.º             | Título                            | Duración |  |
| 1.              | «Intro»                           | 0:18     |  |
| 2.              | «Believe»                         | 3:19     |  |
| 3.              | «This Is Not the End»             | 4:02     |  |
| 4.              | «Every Word Is a Knife in My Ear» | 2:36     |  |
| 5.              | «Bad Sun»                         | 4:24     |  |
| 6.              | «Time Won't Let Me Go»            | 3:51     |  |
| 7.              | «Tragedy Bound»                   | 2:26     |  |
| 8.              | «Fistful of Sand»                 | 2:59     |  |
| 9.              | «Angelina»                        | 3:19     |  |
| 10.             | «Split Me Wide Open»              | 3:33     |  |
| 11.             | «Above and Below»                 | 3:11     |  |
| 12.             | «The Ocean»                       | 4:03     |  |

- Datos: Q2841452